# Kjell Steen-Nilsen
Kjell Steen-Nilsen (ur. 25 stycznia 1923, zm. 26 maja 2014 w Nesodden) – norweski zapaśnik.
Trzynastokrotny mistrz kraju w wadze koguciej. W latach 1948 i 1951-1953 wygrywał w stylu wolnym, a w latach 1954-1962 zwyciężał w stylu klasycznym. W 1957 zdobył Kongepokal. Reprezentował klub IF Ørnulf Oslo.
Zmarł w domu opieki w Nesodden. Został pochowany 6 czerwca 2014 w tym samym mieście.